# José María Codón
José María Codón Fernández (Villarcayo, Burgos, 1913 - Burgos, 27 de febrero de 2003) fue un abogado y ensayista español.

## Biografía
Licenciado en Derecho por la Universidad de Madrid, obteniendo  el 14 de enero de 1950  uno de los premios extraordinarios del concurso oposición de entre los doctores con calificación de sobresaliente que se celebró en el salón de Grados de la Facultad de Derecho de la Universidad Madrileña. El tribunal calificador ante el que defendió su tesis, estaba compuesto por los catedráticos de la Universidad Central Alfonso García Valdecasas, Nícolas Pérez Serrano y Jaime Guasp Delgado. 
En junio de 1950 el Ayuntamiento de Burgos en Pleno aprueba el dictamen de la Comisión de Gobierno en la que se designa instructor del expediente para nombrar a Ramón Menéndez Pidal hijo adoptivo de Burgos, recibiendo los respectivos informes de Teófilo López Mata, cronista de la ciudad.
Procurador en Cortes en la VII Legislatura de las Cortes Españolas (1961-1964), constituidas el 31 de mayo de 1961. Accede al cargo como Consejero Nacional. Repite cargo en la VIII Legislatura de las Cortes Españolas (1964-1967), constituidas el 3 de julio de 1964. También accede por su cargo de Consejero Nacional
Entre otros honores y distinciones, recibió la encomienda con placa de la Orden de Alfonso X el Sabio y  la Gran Cruz de la Orden del Mérito Militar, con distintivo blanco. También fue nombrado cronista oficial de Burgos y de su provincia, cargos desde los que alcanzó la presidencia de la Asociación Española de Cronistas Oficiales.
En la década de 1960 presidió el Círculo Cultural "Vázquez de Mella" de Burgos. Destacó por su política de colaboración con el régimen de Franco y sostuvo que «entre falangistas y carlistas existía una unidad natural de pensamiento y estilo muy superior a toda unificación transitoria o forzada, y concluía que esa síntesis necesaria debía ser punto de partida en el nuevo horizonte español». En 1971 fue nombrado presidente de la Hermandad Nacional de Antiguos Combatientes de Tercios de Requetés.
Durante la Transición Española se opuso al nuevo régimen parlamentario liberal, participando en numerosos mítines como representante de la Comunión Tradicionalista junto con otros miembros de la coalición Unión Nacional. Destacó asimismo por su oposición a las demandas de autonomía riojana y cántabra, defendiendo su pertenencia a Castilla la Vieja.
Estuvo casado con María Dolores Herrera Gigante. Uno de sus hijos, José María Codón Herrera, fue teniente de alcalde del Ayuntamiento de Burgos por Alianza Popular.

## Obras
- La idea de la universalidad cristiana y la comunidad internacional (1949)
- Presencia de Burgos en la conquista de América (1951)
- Burgos en la literatura romántica española (1957)
- La familia en el pensamiento de la tradición (1959)
- Monarquía y tradición (1961)
- La tradición en José Antonio y el sindicalismo en Mella (1962)
- Regionalismo y desarrollo económico (1964)
- Psiquiatría jurídica penal y civil (1968)
- La Rioja, esencia y solera de Castilla, Aldecoa, Burgos (1979) ISBN 84-7009-074-7.
- La Rioja es Castilla (1980)
- Burgos: mitos y leyendas (1982)
- Cantabria es Castilla, Aldecoa, Burgos (1983) ISBN 84-7009-204-9.
- Biografía y crónica del cura Merino (1986)
- El dialecto burgalés (1991)
- Diego Porcelos: ¿fundador de Burgos? (1994)